# Vida Nova (política)
Designou-se por Vida Nova um movimento político português criado em 1885, no período do Rotativismo, por Oliveira Martins, António Cândido e Carlos Lobo de Ávila. O Grupo Vida Nova tinha ideais monárquicos, e os seus membros faziam parte do Partido Progressista.
O movimento defendia a ideia de que o rei, para além da imagem meramente simbólica, deveria intervir na política e nas decisões do Estado. Só através da autoridade do rei se poderiam introduzir reformas na economia e na justiça. Este princípio tinha por base o socialismo alemão da década de 1880 defendido por Oliveira Martins. No entanto, estes princípios políticos revelaram-se impraticáveis, e o movimento Vida Nova termina em 1887 com o abandono dos seus elementos. Estes, Oliveira Martins, Guerra Junqueiro, António Cândido e Conde de Ficalho, vão dar origem ao grupo Vencidos da Vida.